# Kostel Zvěstování Páně (Gajary)
Kostel Zvěstování Páně v obci Gajary je barokní římskokatolický kostel postavený v letech 1665 až 1673. Kostel vysvětil v roce 1681 biskup Ferdinand Pálfi, který vysvětil i kostel v Kostolišti a farní kostel v Malackách.
Koncem 17. století k němu přistavěli ochrannou zeď se čtyřmi rohovými baštami které v roce 1889 přestavěli na kapličky. Vstupní brána s křížem jsou památkově chráněné. Ve věži kostela je zvon z roku 1687 od bratislavského zvonaře G. Wolffa.

## Kaple
- Božské Srdce Ježíšovo (1690)
- Svaté rodiny (1690)
- Panny Márie Lourdskej (1690)
- Svaté Anny (1690)
- Neposkvrněného Srdce Panny Marie (1856)